# Білі троянди для моєї чорної сестри
«Білі троянди для моєї чорної сестри» (ісп. Rosas blancas para mi hermana negra) — мексиканський кінофільм 1970 року, знятий режисером Абелем Саласаром за оповіданням Хуліо Алехандро. У головних ролях Лібертад Ламарке, Еусебія Косме, Ірма Лосано та Роберта.
Фільм посів 543 місце в рейтингу радянського кінопрокату з позначкою 26,6 мільйонів глядачів.

## Сюжет
В заможній білій родині співачки Лаури багато років працює служницею темношкіра жінка Ангустіас. Вона і її дочка Роберта вважаються майже членами сім'ї. Алісія, дочка Лаури, і Роберта дружать і вважають себе сестрами. Алісія закохується в темношкірого студента-медика Рікардо. Це не подобається її матері з расистських міркувань і вона примушує доньку розірвати відносини з хлопцем. У Алісії діагностують ваду серця, їй терміново потрібна трансплантація. І саме в цей час трагічно гине в ДТП нещасливо закохана в білого хлопця Роберта, яка виявляється ідеально сумісним донором для Алісії.

## У ролях
| Актор               | Роль          |
| ------------------- | ------------- |
| Лібертад Ламарке    | Лаура         |
| Еусебія Косме       | Ангустіас     |
| Ірма Лосано         | Алісія        |
| Роберта             | Роберта       |
| Стів Фленеган       | Рікардо       |
| Роберто Канедо      | доктор Медіна |
| Раймундо Капетільйо | епізод        |

## Нагороди
Срібна богиня
- 1971 — Найкраща акторка другого плану (Ірма Лосано).